# روبي دانييل
روبي دانييل (بالإنجليزية: Ruby Daniel)‏ (و. ديسمبر 1912 – 2002 م) هي مؤلفة من الهند، والراج البريطاني، ولدت في كوتشي.